# Hospitalschiff

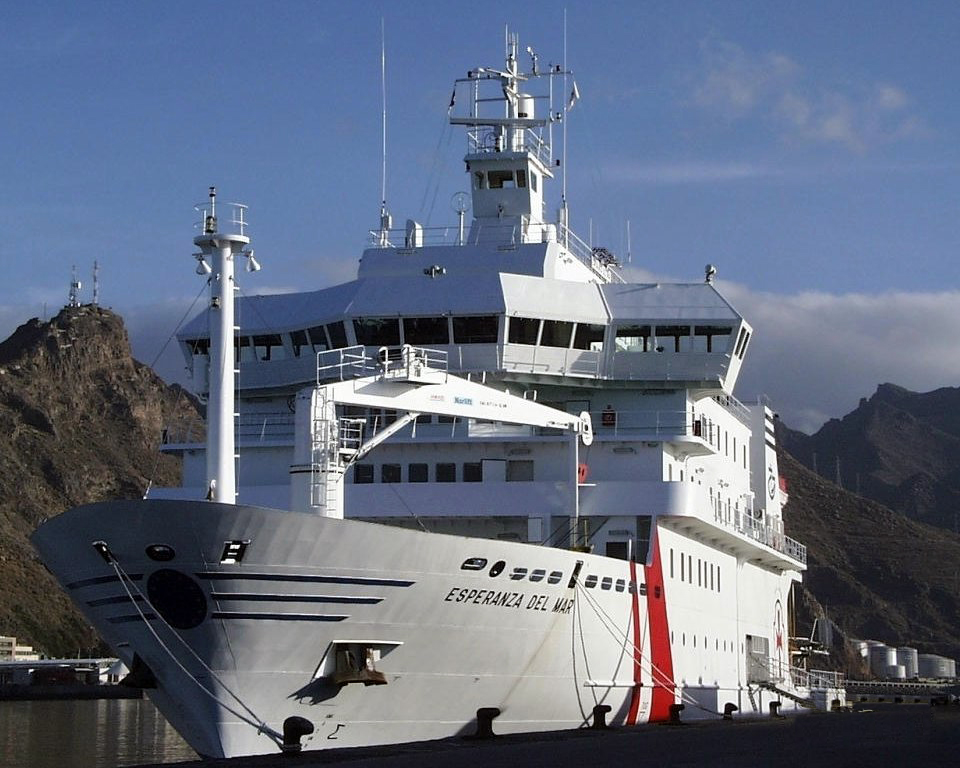
Hospitalschiff Esperanza del Mar des spanischen Arbeitsministeriums

Ein Hospitalschiff – im militärischen Bereich ist auch die Bezeichnung Lazarettschiff üblich – ist ein Schiff, das aufgrund seiner Ausstattung und der Qualifikation seiner Besatzung für die medizinische Versorgung von hilfebedürftigen Personen vorgesehen ist. Neben Kranken und Verletzten auf anderen Schiffen, sowie Opfern von militärischen Auseinandersetzungen zur See, betrifft dies auch Schiffbrüchige. Auch ein ortsgebundener Einsatz in Ufernähe oder in einem Hafen ist möglich, beispielsweise zur Versorgung von Opfern bewaffneter Konflikte oder Naturkatastrophen an Land. Eine weitere wichtige Aufgabe dieser Schiffe, neben der medizinischen Versorgung, ist der Transport kranker und verletzter Personen auf dem Seeweg. Je nach Größe werden die Schiffe auch schwimmende Krankenhäuser genannt.

## Allgemeine Charakteristika

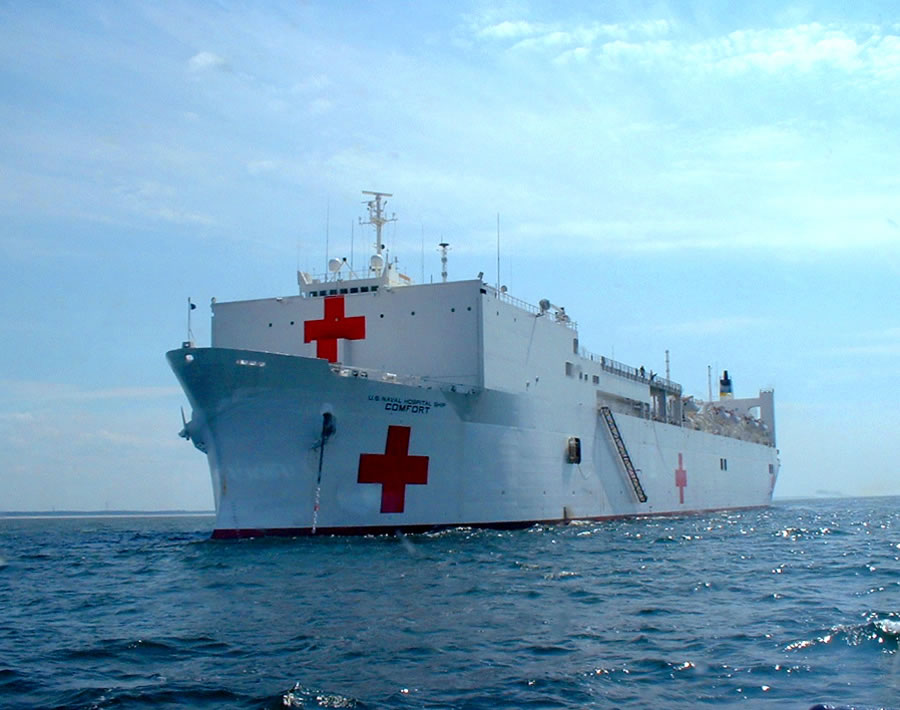
Hospitalschiff Comfort vor Anker an der Ostseeküste Litauens

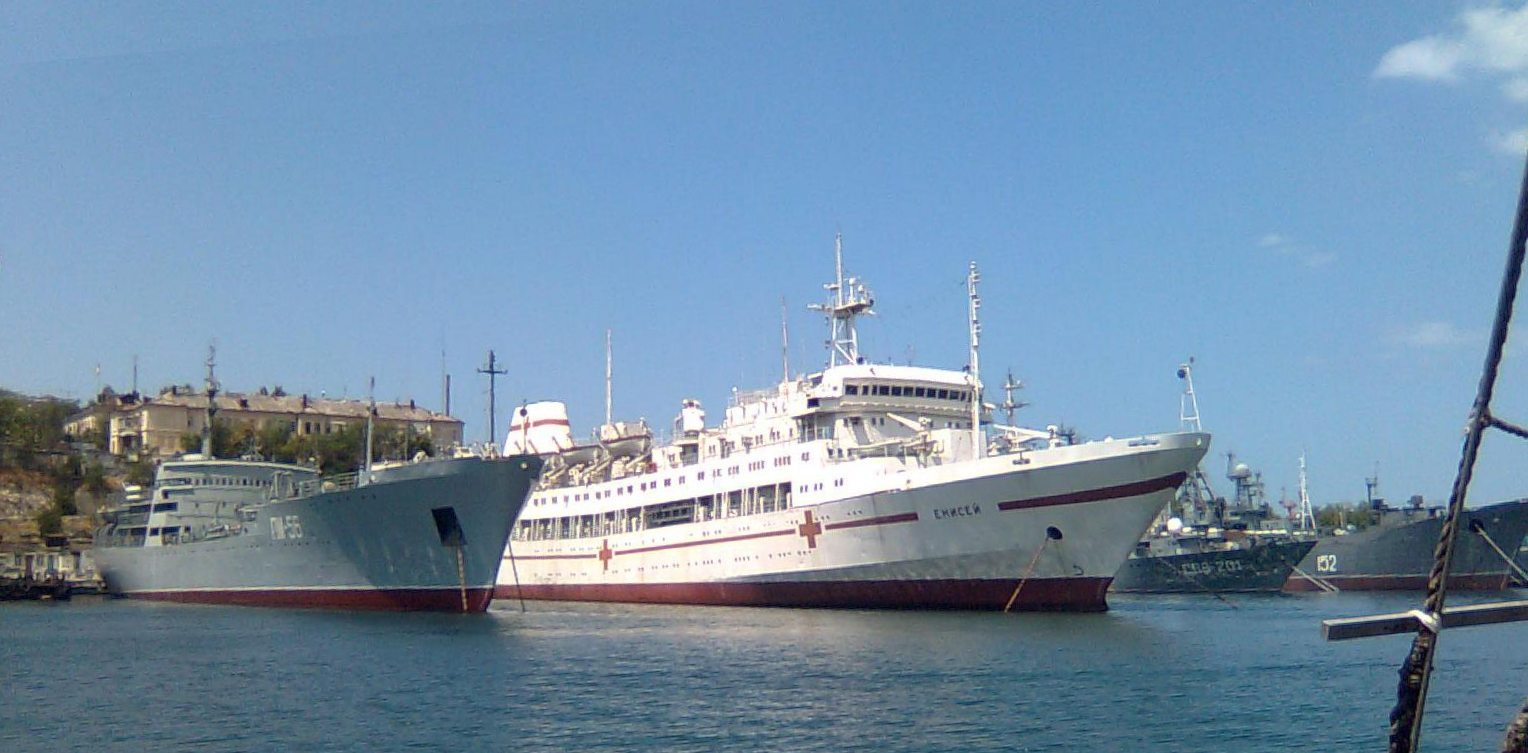
Das Lazarettschiff Jenissei des Projekts 320 im Hafen von Sevastopol

Hospitalschiffe sind entsprechend ihren Aufgaben unter anderem ausgestattet mit Operationsräumen, einer Intensivstation, gegebenenfalls weiteren Spezialstationen für spezielle Verletzungen und Krankheitsbilder, einer Röntgenabteilung, einer Apotheke, Kühlräumen zur Aufbewahrung von Leichen sowie Landeplätzen für Hubschrauber. Die konkrete Ausstattung variiert in Abhängigkeit von der Schiffsgröße und den Einsatzschwerpunkten. Zusätzlich verfügen Hospitalschiffe über Beiboote, die zur Rettung aus offener See oder von anderen Schiffen eingesetzt werden können und hierfür oft über spezielle Hebe- und Transportvorrichtungen verfügen. Viele Hospitalschiffe sind nicht von Grund auf für ihren Einsatz konzipiert und gebaut worden, sondern umgebaute Handelsschiffe wie Tanker oder Containerschiffe.
Zur Besatzung von Hospitalschiffen gehören neben den zum Schiffsbetrieb notwendigen Personen Ärzte verschiedener Fachrichtungen, nichtärztliches Rettungsfachpersonal, Krankenpfleger, Apotheker und Laborfachkräfte.
Hospitalschiffe sind in ihrer Versorgungskapazität vergleichbar mit kleinen bis mittleren Krankenhäusern. Sie können sich einige Zeit lang autark auf See oder in einem Hafen im Einsatz befinden und sind in ihrem Einsatzzweck abzugrenzen von Seenotrettungskreuzern und Motorrettungsbooten. Deren Aufgaben beschränken sich auf die Rettung und Erstversorgung von auf See in Not geratenen Menschen.

## Hospitalschiffe im militärischen Bereich
Bereits während des Krimkrieges (1853 bis 1856) wurden auf französischer Seite Hospitalschiffe eingesetzt, die russische Seite nutzte mit dem ehemaligen und umgebauten Linienschiff Rostislaw ebenfalls in diesem Krieg erstmals ein spezielles Schiff für die Verwundetenversorgung. Eines der ersten amerikanischen Lazarettschiffe war die Red Rover in den 1860er Jahren, die Verwundete im Amerikanischen Bürgerkrieg versorgte. Während der Boxerunruhen in China (1900 bis 1901) setzten fast alle westlichen Interventionsmächte Lazarettschiffe ein; so wurde etwa von deutscher Seite aus das Hospitalschiff Gera nach Asien beordert, das über 360 Betten verfügte und während der gesamten Intervention 512 Soldaten betreute.

### Erster und Zweiter Weltkrieg
Im Ersten und im Zweiten Weltkrieg wurden zahlreiche Passagierschiffe und Frachter zu Lazarettschiffen umfunktioniert, so zum Beispiel die Aquitania, die Britannic und die Rügen. Alleine die deutsche Kriegsmarine setzte zwischen 1939 und 1945 insgesamt rund 70 Lazarettschiffe und Verwundetentransporter ein.
Im Verlauf von beiden Weltkriegen wurde allerdings immer wieder das Statut von Lazarettschiffen, obwohl sie oft eindeutig als solche gekennzeichnet waren, von kriegführenden Parteien missachtet. So wurden solche Schiffe angegriffen und teils auch versenkt. So torpedierten deutsche U-Boote im Ersten Weltkrieg mehrere britische Lazarettschiffe, wobei es teilweise viele Opfer gab. Einer der schlimmsten Zwischenfälle ereignete sich im Juni 1918, als das deutsche U-Boot U 86 das britische Hospitalschiff Llandovery Castle 116 Seemeilen südwestlich des Fastnet-Felsens torpedierte und versenkte; dabei starben 234 Menschen. Im Zweiten Weltkrieg wurden mehrere deutsche Lazarettschiffe, etwa die Tübingen und die Innsbruck 1944 im Mittelmeer, von alliierten Flugzeugen angegriffen und versenkt, trotz sichtbarer Rot-Kreuz-Markierungen. Diese Angriffe geschahen allerdings auch vor dem Hintergrund, dass teils das Statut von Lazarettschiffen, wonach diese nicht für den Transport von Truppenteilen oder Materialnachschub einer kriegführenden Partei genutzt werden dürfen, von den in den Konflikt verwickelten Ländern selbst verletzt wurde. So versenkten etwa deutsche Flugzeuge 1941 vor der Krim den mit Verwundeten und Sanitätspersonal beladenen sowjetischen Transporter Armenija, der zwar (vermutlich) als Lazarettschiff deklariert war, aber zuvor für Truppentransporte herangezogen worden war, weswegen die deutsche Seite davon ausging, einen Truppentransporter anzugreifen. Auch 1945 in der Ostsee von den Sowjets versenkte deutsche Lazarettschiffe, etwa die Posen, waren teils mit Verwundeten, teils mit evakuierten Kampftruppen beladen.

#### Liste der Verwundetentransporter der Kriegsmarine
in der Ostsee:
- Robert Möhring: von Juni 1941 bis November 1941, dann als Transporter eingesetzt
- Brake: von Mai 1942 bis Kriegsende
- Bremerhaven: 1944 bis zum Untergang im Oktober 1944
- Steuben: von Juli 1944 bis zum Untergang im Februar 1945
- Adler: von August 1944 bis Kriegsende
- Regina: von August 1944 bis Kriegsende
- Norderham: von Oktober 1944 bis zum Untergang im Dezember 1944
- Tanga: von November 1944 bis zur Außerdienststellung im Januar 1945
- Preußen: von November 1944 bis Kriegsende
- Deutschland: von Januar 1945 bis Kriegsende
- Der Deutsche: von Februar 1945 bis Kriegsende
- Ubena: von Februar 1945 bis Kriegsende
- Antonio Delfino: von März 1945 bis Kriegsende
- Urundi: von März 1945 bis Kriegsende
- Walter Rau: von März 1945 bis Kriegsende
- Wangoni: von März 1945 bis Kriegsende

in Norwegen:
- Mar del Plata: von Januar 1942 bis Kriegsende
- Stavangerfjord: von September 1944 bis Februar 1945 (Rückgabe, da ungeeignet)
- Ragnvald Jarl: von September 1944 bis Kriegsende
- Nordstjernen: von Oktober 1944 bis Februar 1945 (Rückgabe an den Eigner)
- Renate: von Dezember 1944 bis Kriegsende
- Winrich von Knieprode: von Januar 1945 bis zur Außerdienststellung aufgrund Treibstoffmangels im März 1945

im Schwarzen Meer:
- Ardeal: 1941 bis zum Untergang im Juni 1942
- Suceava: 1941 bis zum Untergang im April 1943
- Cavarna: 1941 bis zum Untergang im Dezember 1941
- Sulina: von Mai 1941 bis zum Untergang im Mai 1942
- Romania: von März 1942 bis Oktober 1942, vorgesehen, aber kein Einsatz

### Nach dem Zweiten Weltkrieg
In fast allen Konflikten nach dem Zweiten Weltkrieg kamen Lazarettschiffe zum Einsatz, so im Koreakrieg, im Vietnamkrieg und im Falklandkrieg. Im Gegensatz zu den früheren Lazarettschiffen, die oftmals über Wochen und Monate stark umgebaut wurden, waren diese Schiffe jedoch teils mit sogenannten Sanitätscontainern ausgestattet, die bei Bedarf schnell an oder von Bord gegeben werden konnten und die eine Einsatzbereitschaft innerhalb weniger Tage ermöglichten.
Die meisten derzeit im Dienst befindlichen Hospitalschiffe unterstehen dem militärischen Sanitätsdienst der Seestreitkräfte verschiedener Staaten. Zu den bekanntesten und größten gehören die Schiffe Mercy und Comfort der United States Navy. Die Sowjetunion baute ab Ende der 1970er Jahre vier große Lazarettschiffe der Ob-Klasse. Diese Schiffe besitzen Unterbringungsmöglichkeiten für bis zu 200 Verwundete und verdrängen maximal etwa 11.300 ts. Das Typschiff der Klasse, die Ob, wurde 1997 außer Dienst gestellt. Die zur Ob-Klasse gehörende Svir beteiligte sich im August 2000 an der Suche nach dem gesunkenen russischen U-Boot Kursk; dabei wurden an Bord rund 90 Familienangehörige der umgekommenen U-Boot-Fahrer betreut.
Für Hospitalschiffe im militärischen Bereich gelten aufgrund der zweiten Genfer Konvention besondere Schutzbestimmungen und Vorschriften für ihre äußere Gestaltung. So ist ihre Außenhülle vollständig weiß zu gestalten und sowohl an Deck als auch an den Seitenwänden mit großen und deutlich erkennbaren dunkelroten Kreuzen zu versehen. Sie führen ihre Landesflagge und am Großmast die weiße Flagge mit dem roten Kreuz. Im Ersten Weltkrieg war die Kennzeichnung ein grüner Längsstreifen mit einem oder mehreren roten Kreuzen auf weißem Rumpf. Hospitalschiffe fahren auch zu Kriegszeiten voll beleuchtet.
Die Deutsche Marine hat für die sanitätsdienstliche Versorgung derzeit drei Einsatzgruppenversorger im Dienst, deren medizinische Versorgungskapazität in Form eines Marineeinsatzrettungszentrums (MERZ) mit der eines kleinen Kreiskrankenhauses vergleichbar ist. Da diese Versorgungsschiffe aber auch für die logistische Unterstützung anderer Schiffe mit Betriebsstoffen, Verbrauchsgütern, Proviant und Munition eingesetzt werden und darüber hinaus mit eigenen Waffensystemen ausgestattet sind, unterliegen sie nicht dem Schutz der zweiten Genfer Konvention und sind nicht als Hospitalschiffe gekennzeichnet.

### Verwundetentransporter
Während des Zweiten Weltkriegs und insbesondere in dessen Endphase nutzte das Deutsche Reich zahlreiche, oft nur behelfsmäßig zu diesem Zweck umgerüstete Passagier- und Frachtschiffe als Verwundetentransportschiffe. Diese waren nicht als Lazarettschiffe deklariert und gekennzeichnet und konnten auch Truppen und Nachschub transportieren sowie bewaffnet sein. Eine Verfügung des Oberkommandos der Marine (OKM) vom 26. September 1944 ("Betr. Begriffsbestimmung und Einsatzregelung für Verwundetentransportschiffe") stellte dies klar:

„…. Das V.T.S. dient ausschließlich dem Massentransport von Verwundeten über See in besonderen Bedarfsfällen. Verwundetentransportschiffe werden nur vorübergehend und für begrenzte Aufgaben eingesetzt, nach deren Erledigung sie sofort zurückzugeben sind. Bezeichnung als 'Verwundetentransportschiff' nur für die Dauer des Sondereinsatzes. Keine internationale Notifizierung, kein internationaler Schutzanstrich. Bewaffnung wie Transportschiffe. Für den inneren Betrieb an Bord ist für die gesamte Einsatzdauer die 'Dienstanweisung für den Dienst auf Lazarettschiffen' gültig.“

## Zivile Hospitalschiffe im staatlichen Auftrag
Hospitalschiffe im Dienst ziviler staatlicher Institutionen sind selten. Die bekanntesten sind die beiden portugiesischen Hospitalschiffe der früheren Frota Branca, die erste Gil Eannes (1) und die zweite Gil Eannes (2) sowie die derzeitige Esperanza del Mar, die im Auftrag des spanischen Arbeitsministeriums für die Versorgung der Angehörigen der spanischen Fischereiflotte zuständig ist. Haupteinsatzgebiet ist der Atlantik entlang der westafrikanischen Küste zwischen Marokko bzw. Mauretanien und Ghana. Im Jahr 2006 wurde mit der Juan de la Cosa ein kleineres Schwesterschiff in Dienst gestellt.

## Zivile Hospitalschiffe im nichtstaatlichen humanitären Einsatz

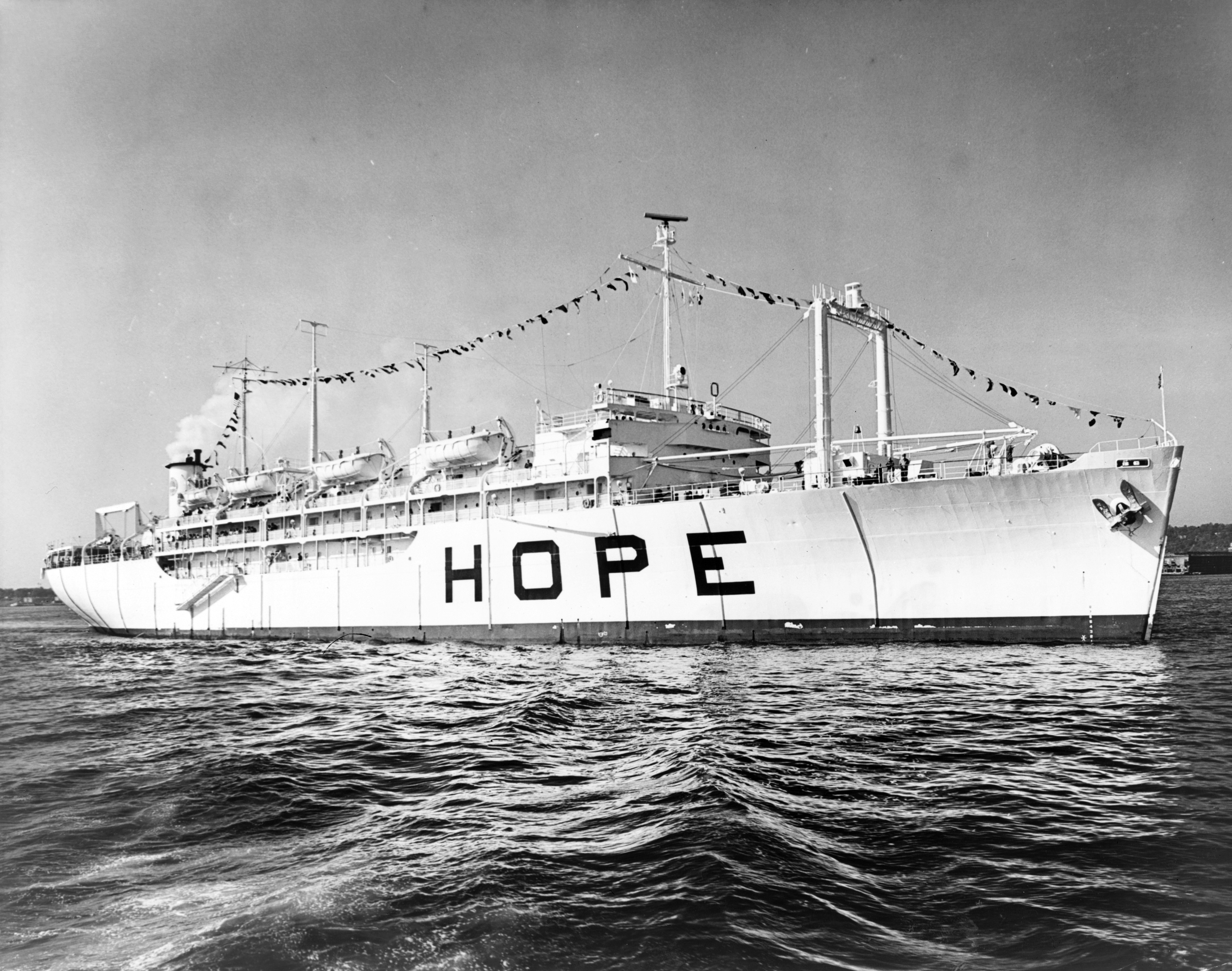
Hospitalschiff Hope der privaten Hilfsorganisation Project HOPE

Die seit 1978 tätige christliche Hilfsorganisation Mercy Ships betreibt mehrere Hospitalschiffe zur kostenfreien Versorgung von Menschen, die insbesondere in Entwicklungsländern in Armut leben und somit kaum oder nur unzureichenden Zugang zu angemessener medizinischer Versorgung haben. Die Global Mercy ist derzeit das weltweit größte Hospitalschiff in nichtstaatlichem Auftrag. Aktuell betreibt die Hilfsorganisation zwei Schiffe: die Global Mercy und die Africa Mercy. Davor hatten sie noch die Hospitalschiffe Anastasis, Island Mercy und Caribbean Mercy betrieben.
Das Bistum Óbidos und die franziskanische Ordensgemeinschaft der Fraternidade São Francisco de Assis na Providência de Deus (port.: Bruderschaft des hl. Franziskus von der Göttlichen Vorsehung) unterhalten das Hospitalschiff „Papa Francisco“, das auf dem Amazonas verkehrt, als einziges in Brasilien mit einem Operationssaal ausgestattet ist und auf dem von der Indienststellung (2019) bis 2022 mehr als 400.000 Behandlungen erfolgten.
Das Deutsche Rote Kreuz (DRK) hatte mit Unterstützung der Bundesregierung während des Vietnamkrieges das Hospitalschiff Helgoland vor der vietnamesischen Küste im Einsatz. Von 1966 bis 1967 lag das Schiff in Saigon und anschließend bis 1972 in Da Nang. Die Helgoland war ausgestattet mit einer chirurgischen Abteilung aus 100 Betten und einer internistischen Abteilung aus 50 Betten, mehreren OP-Räumen, einer Röntgenstation sowie einem Labor.
Die US-amerikanische Hilfsorganisation Project HOPE („Health Opportunities for People Everywhere“) hatte von 1960 bis 1973 das Schiff Hope gechartert, das zuvor von 1945 bis 1958 unter dem Namen Consolation ein Hospitalschiff der US-Marine gewesen war. Nachdem das Schiff unter seinem neuen Namen elf längere Einsätze in Indonesien, Südvietnam, Peru, Ecuador, Guinea, Nicaragua, Kolumbien, Sri Lanka, Tunesien, Jamaika und Brasilien hatte, wurde es im September 1974 außer Dienst gestellt. Eine Besonderheit bei der Auswahl der Besatzung war, dass für jedes Mitglied des medizinischen Fachpersonals aus den USA ein weiteres Mitglied aus einem Entwicklungsland zur Ausbildung an Bord war.